# 綜口味娛樂
綜口味娛樂，是由小賴、丹妮婊姐、紀斯豪以及製作人馬克共同主持的台灣清談網絡節目，其中《綜口味開房間》（前身《婊特開房間》）被稱為「網路版」康熙來了。其中團隊還包含企劃兼畫外音旁白林馬克、後製字幕君、攝影師寶光哥。走鐘獎入圍節目。

## 簡史
2016年7月27日，丹妮婊姐、范巴特與紀斯豪共同主持東森電視旗下新媒體「東森噪咖」YouTube頻道的《婊特開房間》單元，為綜口味娛樂《綜口味開房間》單元的前身。《婊特開房間》共播出十集，於同年9月28日播畢。
2017年1月，三人開創獨立YouTube頻道延續節目，並開啟第二季《開房間》單元，更名為《綜口味開房間》。小賴於同月27日加入節目。
2017年5月到2018年1月期間，綜口味一度停更266日，於2018年1月31日正式回歸。
2019年9月，綜口味娛樂YouTube頻道訂閱數達10萬。
2024年，綜口味開房間EP.541入圍第六屆走鐘獎“年度團體創者獎”名單。